# エル・ペリオディコ・デ・カタルーニャ
『エル・ペリオディコ・デ・カタルーニャ』(El Periódico de Catalunya, カタルーニャ語: [əɫ pəɾiˈɔðiku ðə kətəˈɫuɲə], スペイン語: [el peˈɾjoðiko ðe kataˈluɲa])は、スペイン・カタルーニャ州バルセロナに拠点を置く日刊紙。一般的には省略してエル・ペリオディコ(El Periódico)と呼ばれる。グルーポ・セタによって所有され、中道左派の立場を取っている。

## 特徴
スペイン語版とカタルーニャ語版というふたつの異なる版が発行されている。スペイン版は一面の紙名が赤地に白抜き文字、カタルーニャ語版は青地に白抜き文字であり、イメージカラーを変更することで言語版が区別されている。二言語版の合計で125,000部/日以上が発行されており、スペインのカタルーニャ語圏ではラ・バングアルディア（やはり二言語版体制）に次いで2番目に発行部数の多い一般紙である。スペイン全体ではエル・パイス、20ミヌートス、エル・ムンド、ラ・バングアルディアに次ぎ、2011年時点では5番目に発行部数の多い一般紙である。

## 歴史

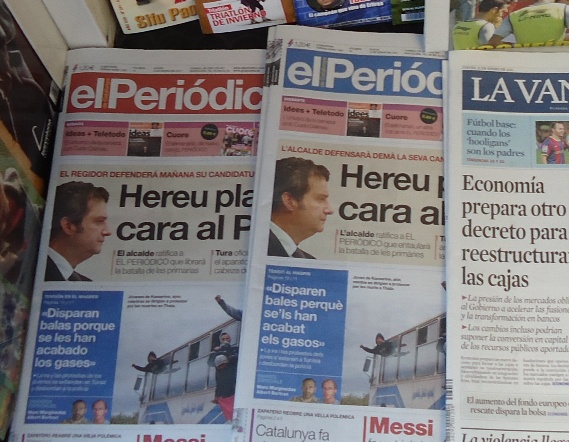
エル・ペリオディコのスペイン語版（左端）、カタルーニャ語版（中央）、競合紙のラ・バングアルディア（右端）

カタルーニャ社会主義と結びついた進歩的な新聞を発行することを目的として、1978年10月26日、アントニオ・アセンシオ・ピサーロによってエル・ペリオディコの創刊号が発行された。かつてはスペイン語版のみを発行していたが、1997年10月27日にカタルーニャ語版の発行をはじめ、2言語版を同時に発行する体制となった。2015年には1億2,000万ユーロの負債を抱えて経営破綻の危機にあると報じられた。
近年にはカタルーニャ州以外への進出を開始し、スペインの他地域やアンドラ公国などで姉妹紙のエル・ペリオディク・ダンドラ（アンドラ公国）、エル・ペリオディコ・デ・アラゴン（アラゴン州）、エル・ペリオディコ・デ・エストレマドゥーラ（エストレマドゥーラ州）、エル・ペリオディコ・メディテラネオ（バレンシア州）を発行している。社説や国際情勢などの記事はエル・ペリオディコ・デ・カタルーニャと共有しながら、その土地に合った地域情報を提供している。現在の編集主幹であるエンリク・エルナンデスはかつてエル・パイス紙カタルーニャ版で主幹を務めていた。直近の発行責任者だったラファエル・ナダルはカタルーニャ社会主義の指導者だったジョアキン・ナダルの兄弟である。

## 発行部数
1993年の発行部数は185,517部/日、1994年は193,576部/日、2000年は218,000部/日、2003年は167,000部/日、2008年は152,025部/日、2009年は133,265部/日、2010年は133,035部/日、2011年は119,374部/日だった。

## 発行責任者
- 1978-1982 アントニオ・フランコ
- 1982-1984 ヒネス・ビバンコス
- 1984-1988 エンリケ・アリアス・ベガ
- 1988-2001 アントニオ・フランコ
- 2001-2010 ラファエル・ナダル
- 2010- エンリク・エルナンデス

## カタラン・オブ・ザ・イヤー

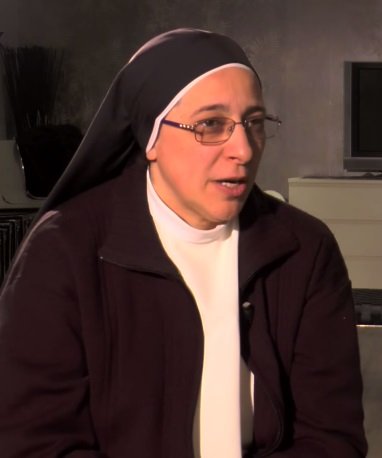
2014年の受賞者であるルシーア・カラム

2000年にはカタラン・オブ・ザ・イヤーを創設し、人気投票によってその年に功績のあった個人（カタルーニャ人）に賞を授与している。
- 2000: エルネスト・リュック（スペイン語版）（政治家）
- 2001: パウ・ガソル（バスケットボール選手）
- 2002: マヌエラ・ダ・マドレ（スペイン語版）（政治家）
- 2003: フェラン・アドリア（料理人）
- 2004: ジュアン・マヌエル・サラート（スペイン語版）（歌手・俳優・著作家）
- 2005: ジュアン・マサグエ（スペイン語版）（医学者）
- 2006: ネウス・カタラー（スペイン語版）（政治活動家）
- 2007: パスクアル・マラガイ（スペイン語版）（政治家）
- 2008: ビセンテ・フェレール・イ・モンチョ（スペイン語版）（慈善事業家）
- 2009: ジュゼップ・グアルディオラ（サッカー指導者）
- 2010: ダビド・ミレット（スペイン語版）（人間の塔競技者）
- 2011: ジュアキン・マリーア・プジャル（スペイン語版）（ジャーナリスト）
- 2012: ジュゼップ・サンチェス・ダ・トレード（スペイン語版）（医学者）
- 2013: ジュゼフィーナ・カステルビ（スペイン語版）（海洋学者・生物学者）
- 2014: ルシーア・カラム（スペイン語版）（ドミニコ会修道女）